# Sarkidiornis
Los patos crestudos (Sarkidiornis) integran un género de Aves Anseriformes de la familia de los anátidos. Sus 2 especies habitan en ambientes acuáticos de regiones tropicales y subtropicales de Sudamérica, África y el sur de Asia.

## Taxonomía
Descripción original

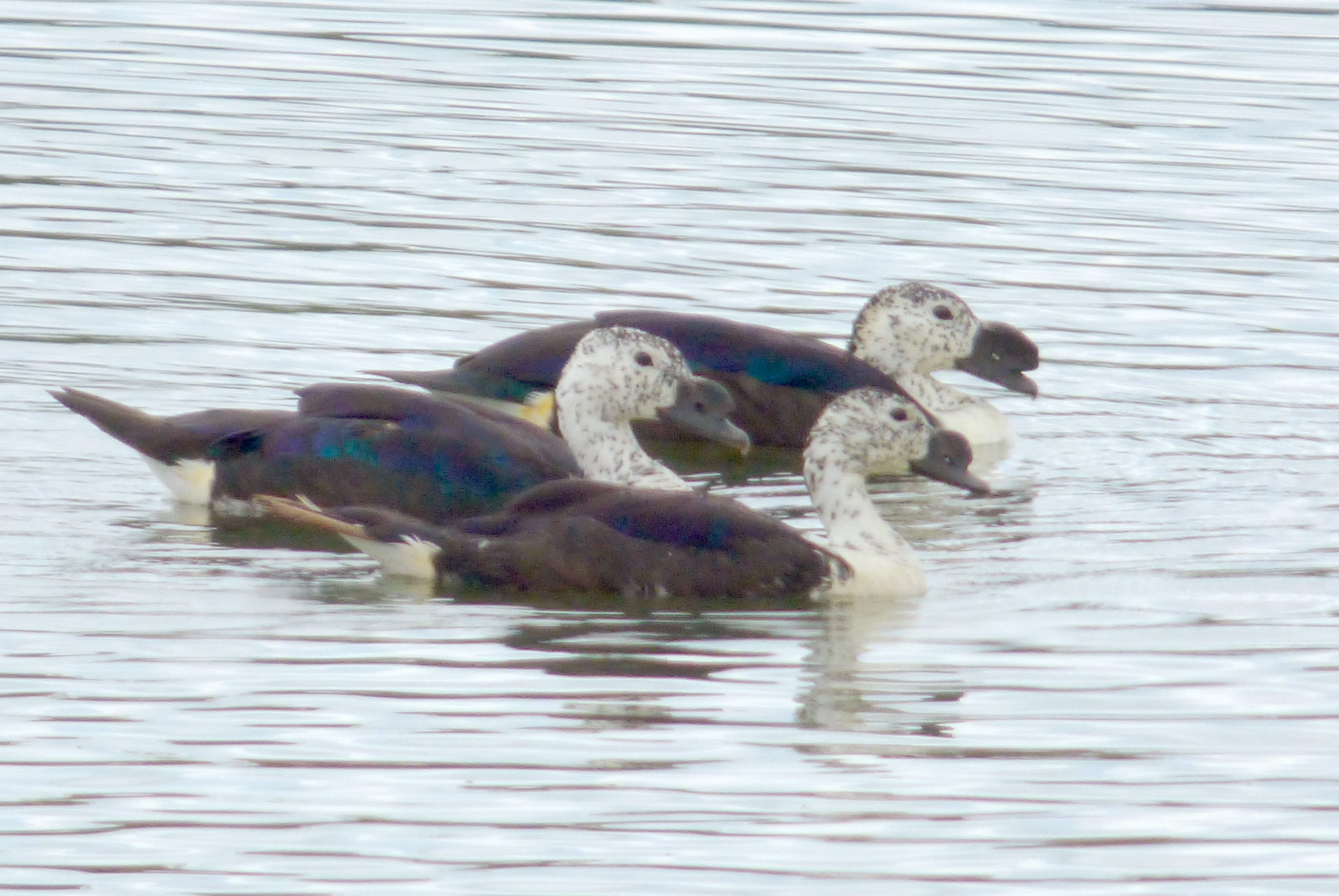
Tres machos de pato crestudo americano (Sarkidiornis sylvicola) en Colombia.

Este género fue descrito originalmente en el año 1838 por Thomas Campbell Eyton. Por designación original, su especie tipo es Anser melanotos (S. melanotos) la cual había sido descrita en 1769 por Thomas Pennant con un ave colectada en una localidad de la actual Sri Lanka.
Etimología
Etimológicamente el término Sarkidiornis se construye con palabras en el idioma griego, en donde: sarkidion significa ‘carnecita’ y por extensión ‘carúncula’ y ornis es ‘ave’, en alusión a la cresta carnosa que posee el macho en la base del pico.

### Subdivisión
Este género se compone de 2 especies: 
- Sarkidiornis melanotos (Pennant, 1769)
- Sarkidiornis sylvicola H. Ihering & R. Ihering, 1907

### Historia taxonómica

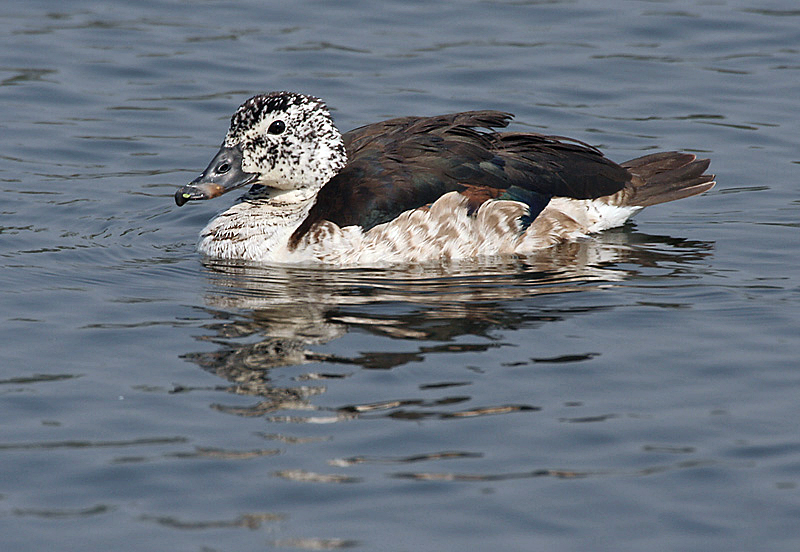
Una hembra de pato crestudo afroasiático (Sarkidiornis melanotos) en Bengala Occidental, India.

En el año 1816, el ornitólogo francés Louis Pierre Vieillot describe a Anas carunculata, lo que repitió el explorador, naturalista, médico y zoólogo alemán Martin Hinrich Carl Lichtenstein, sobre la base del ave n.º 428 de Félix de Azara, por él denominada: “Ipecatí Apoa”. Sin embargo, el epíteto científico escogido ya estaba ocupado, por lo que en el año 1907 los profesores Hermanni Friedrich Albrecht von Ihering y Rodolpho (su hijo) le otorgan al taxón el nuevo nombre de Sarkidiornis sylvicola, con una muestra proveniente del nordeste de Brasil.
De esta manera, los taxones del viejo y nuevo mundo fueron considerados como especies distintas, hasta que en el año 1945 Jean Delacour y Ernest Mayr rebajaron el taxón sudamericano al nivel de subespecie del afroasiático. Este tratamiento subordinado fue adoptado por varios autores, sin embargo, otros investigadores mantuvieron ambos taxones en especies separadas, lo que finalmente prevaleció.

## Características
El género posee un dimorfismo sexual muy acentuado; el macho es notablemente más grande (longitud de 70 a 76 cm), pesado (hasta 2610 g) y exhibe una prominente carúncula negra sobre la base del pico (más notable en periodo nupcial). Son patos de cuello corto y grueso, patas de longitud mediana y larga cola e iris pardo oscuros. En tierra el cuerpo adquiere una posición horizontal. Ventralmente el plumaje es blanco, al igual que la cabeza y cuello (salpicados de negro); las patas son verde-amarillentas; el pico y la carúncula son negros, al igual que la corona, una línea en la parte posterior del cuello y el dorso, este con reflejos verdosos y purpúreos; alas pardo-oscuro con reflejos violáceos, sector verde en secundarias y terciarias.
Las especies que lo integran pueden reconocerse merística y cromáticamente. Las dimensiones promedio en ambos sexos son menores en S. sylvicola, además, esta posee el plumaje de los flancos de color negro, siendo gris en S. melanotos.

## Distribución y hábitat

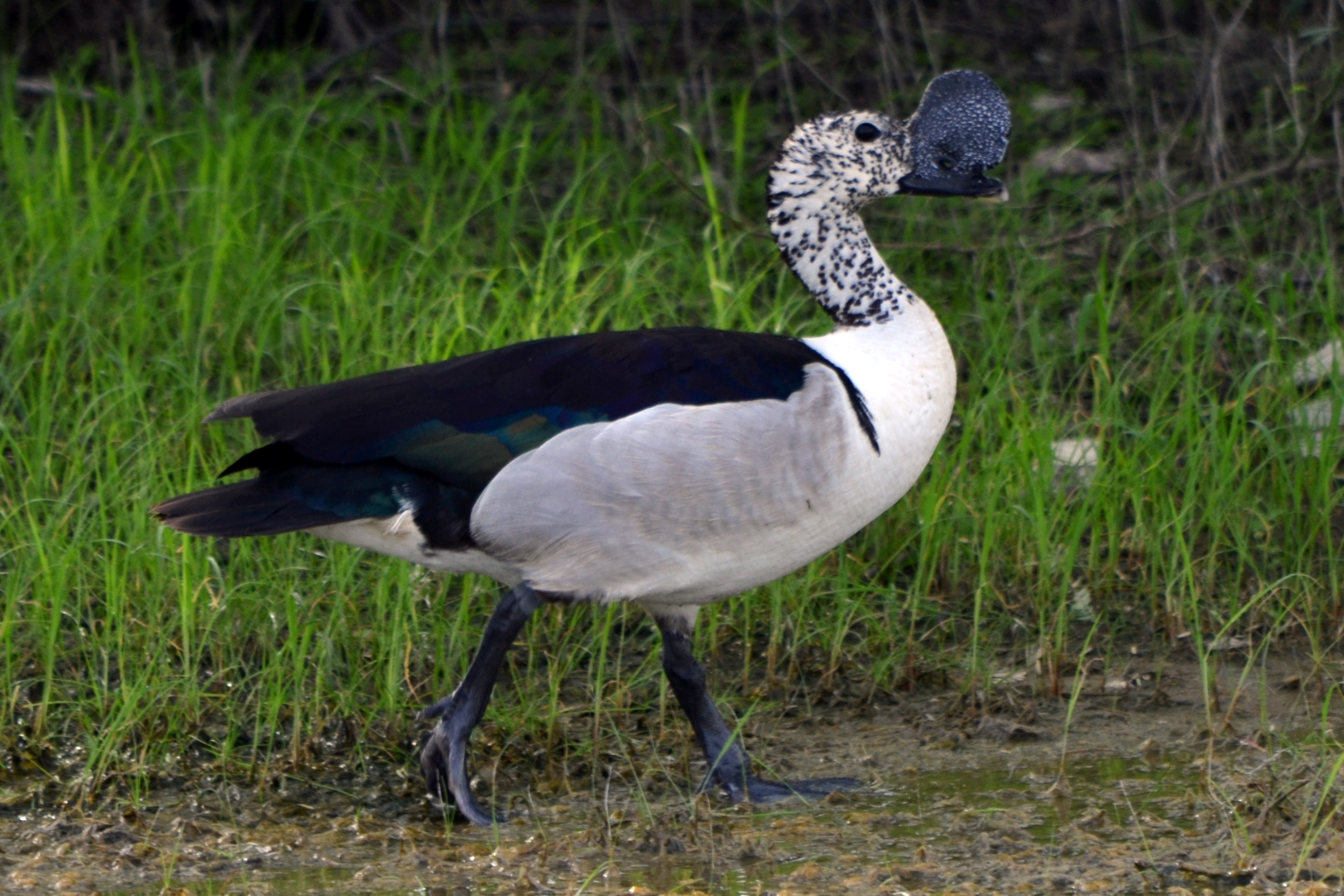
Un macho de pato crestudo afroasiático (Sarkidiornis melanotos) en Rayastán, India.

En el Viejo Mundo Sarkidiornis se distribuye en África, al sur del desierto del Sahara hasta el nordeste de Sudáfrica y en la isla de Madagascar. En Asia se distribuye en buena parte de la India, Sri Lanka, el oeste de Indochina al norte de la península de Malaca, Pakistán y el sur de China. En América vive en el subcontinente sudamericano, desde Panamá y Colombia, hasta el centro de la Argentina.
Habita en ambientes de agua dulce, arroceras, esteros, sabanas inundadas, ríos y bañados, tropicales y subtropicales, con árboles en sus márgenes y vegetación baja en su litoral, con sus riberas preferentemente libres, ubicados desde el nivel marino hasta altitudes de 1200 m s. n. m..

## Historia natural
Son patos ariscos (por su gran tamaño son blanco de cazadores deportivos), buenos voladores, realizando sus traslados aéreos en fila. Se posan en las ramas de los árboles, así como sobre postes de alambrados. Son principalmente de dieta herbívora, alimentándose de vegetales, semillas, e insectos acuáticos. Ambos sexos son casi mudos; el macho emite un débil silbido y la hembra solo un sordo gruñido.

### Reproducción
No forman pareja, el macho persigue y cubre a cualquier hembra disponible. Primero el macho galantea a la hembra mediante la elevación del cuello y el pecho, con las alas ligeramente levantadas, moviendo suavemente la cabeza de un lado al otro y encorvando y sumergiendo el cuello a intervalos. Luego la persigue y copula a la fuerza, dentro del agua. La hembra realiza la postura de los huevos en huecos de troncos de árboles, de preferencia en los que quedan sus bases dentro del agua durante las crecidas primavero-estivales. Ponen de 8 a 12 huevos, de coloración blanco cremosa y medidas promedio de 60,5 x 41,8 mm para la especie sudamericana y 58,6 x 43 mm para la de África. La incubación tarda de 28 a 30 días y es realizada solo por la hembra, al igual que el cuidado de los pichones, los que presentan plumón de colores castaño y amarillo.